# Robin Keyaert
Robin Keyaert (Brugge, 3 januari 1994) is een Belgisch radiomaker, zanger en acteur. Hij studeerde aan het Koninklijk Conservatorium in Antwerpen en acteerde in verschillende theatervoorstellingen in zowel binnen- als buitenland.
In augustus 2020 werd Keyaert presentator op radiozender MNM, van het programma BFF. In juli 2021 presenteerde hij de zomerversie van de ochtendshow op deze zender, samen met Kawtar Ehlalouch. Ook in de krokusvakantie van 2022 nam hij de presentatie van dit ochtendblok op zich. Van 19 april 2022 tot midden 2024 was hij samen met Ehlalouch de vaste stem van de ochtendshow van MNM, Kawtar & Keyaert.
Als acteur werd hij lid van het collectief More Dogs.
Keyaert speelde sokpop in het Ketnet-programma Sarah (met Sarah Mouhamou). Hij speelde mee in de films L'ennemi (als politieman, 2020) en Close (als Thomas, 2022).
In 2023 presenteerde hij samen met Sam De Bruyn, Eva De Roo en Sander Gillis De Warmste Week 2023.
Sinds 2024 is hij de stadionomroeper van Club Brugge en presenteert hij op MNM het avondprogramma Robin van de Radio. 

## Privé
Robin Keyaert is de zoon van Ingeborg en Roland Keyaert. Hij kreeg samen met zijn vriendin in 2021 een dochter en in 2024 een zoon.